# Amphitecna
Amphitecna es un género con 24 especies de árboles pertenecientes a la familia Bignoniaceae. Se distribuyen por Centroamérica y norte de Suramérica.

## Descripción
Son árboles pequeños hasta medianos. Hojas simples, alternas. Inflorescencia cauliflora o terminal, generalmente una flor solitaria o un fascículo de pocas flores; flores con el cáliz grande, irregularmente dividido, típicamente bilabiado; corola generalmente blanco-verdosa, tubular-campanulada; estambres subexertos; ovario ovoide-elíptico, más o menos lepidoto, incompletamente 2-locular. Su fruto es una totuma o totumillo no pepónide, globosa a elipsoide, indehiscente, con un exocarpo frágil leñoso y semillas embebidas en la pulpa; semillas gruesas, más de 1.3 cm de largo y 1.4 cm de ancho, no aladas.

## Taxonomía
El género fue descrito por John Miers  y publicado en Transactions of the Linnean Society of London 26: 163. 1868. La especie tipo es: Amphitecna macrophylla

## Especies seleccionadas
- Amphitecna apiculata
- Amphitecna breedlovei
- Amphitecna costata
- Amphitecna donnell-smithii
- Amphitecna gentryi
- Amphitecna isthmica (A.Gentry) A.Gentry
- Amphitecna latifolia (Mill.) A.H.Gentry - güira criolla de Cuba, magüira de Cuba.[4]
- Amphitecna macrophylla — "Bigleaf Black Calabash"
- Amphitecna molinae L.O.Williams
- Amphitecna sessilifolius (J.D. Sm.) L.O.Wms.
- Amphitecna spathicalyx (A.Gentry) A.Gentry
- Amphitecna tuxtlensis (A.H.Gentry)